# Burgruine Hohenburg (Pusarnitz)
Die Burgruine Hohenburg bei Pusarnitz liegt westlich von Spittal an der Drau.
Die kleine, schon stark verfallene Höhenburg liegt auf einer länglichen Felsrippe nördlich des Lurnfeldes. Die Burg erstreckt sich über ein 80 m langes und nur 12 m breites Areal mit einer grabenartigen Mulde in der Mitte. Die wenigen noch vorhandenen Baureste gehen in das 12. Jahrhundert zurück. Die Anlage der Hohenburg deutet auf eine mittelalterliche Abschnittsburg hin.
Die ehemalige Burgkapelle wurde 1707 zur Wallfahrtskirche Maria in Hohenburg ausgebaut und ist dadurch erhalten geblieben.

## Geschichte
Die Burg wurde 1142 erstmals als castrum Hohenburc als Stammsitz des alten Geschlechts der Grafen von Lurn genannt, die den Lurngau verwalteten. Mit dem Tod Bischof Altmanns von Trient 1149 ging die Burg in Salzburger Besitz über. Der Salzburger Erzbischof belehnte 1311 die Grafen von Ortenburg, die schon lange nach diesem Besitz trachteten, mit einem Teil der Hohenburg, der als Gurkenhous bezeichnet wurde, und dem Teil der als „planchen zaigent hinumb der cistern und dem poumgarten vor dem hous“. Die Hohenburg verlor an Bedeutung, als ihre Nachfolgerin, Burg Feldsberg zum Salzburger Verwaltungssitz wurde.
Möglicherweise wurde die Hohenburg bei Auseinandersetzungen der Görzer Grafen mit Kaiser Friedrich III. zerstört.

## Bildgalerie

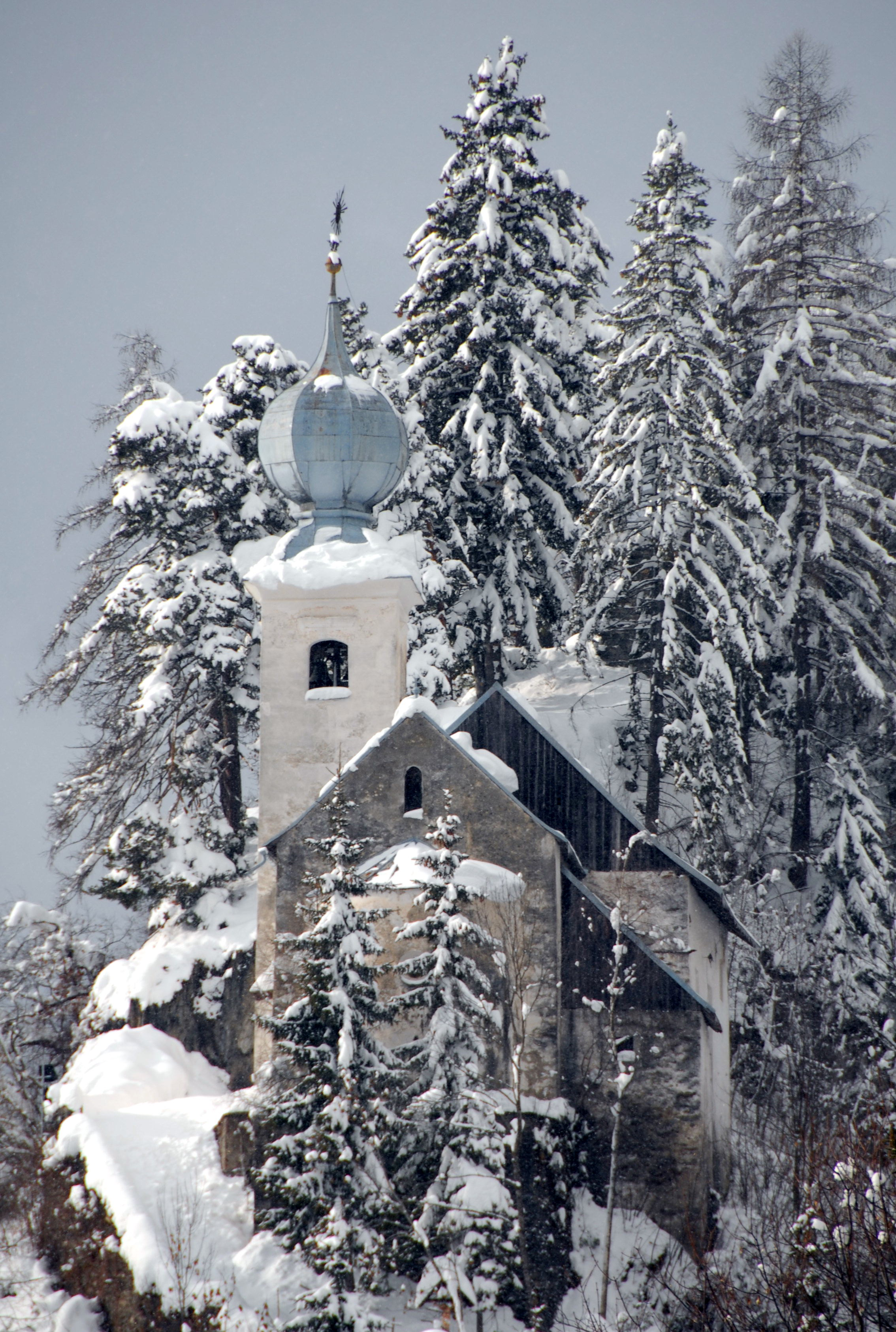
Maria in Hohenburg (2007)
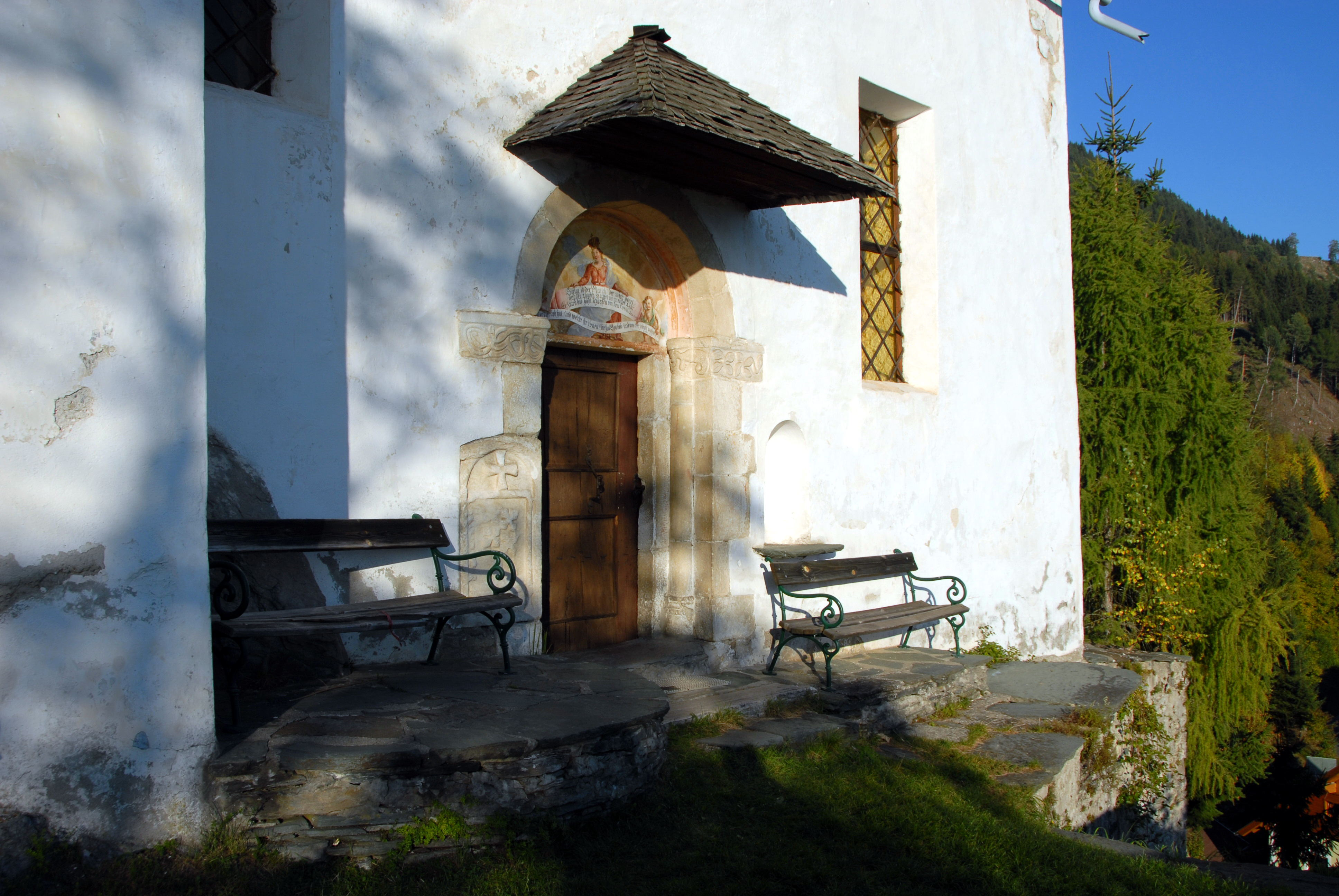
Wallfahrtskirche Maria in Hohenburg (2006)